# Chełmno (comune rurale)
Chełmno è un comune rurale polacco del distretto di Chełmno, nel voivodato della Cuiavia-Pomerania.
Ricopre una superficie di 114,05 km² e nel 2007 contava 5 232 abitanti.
Il capoluogo è Chełmno, che non fa parte del territorio ma costituisce un comune a sé.